# جو أيرون سايد
جو أيرون سايد (بالإنجليزية: Joe Ironside)‏ هو لاعب كرة قدم بريطاني في مركز الهجوم، ولد في 16 أكتوبر 1993 في ميدلزبرة في المملكة المتحدة. لعب مع شيفيلد يونايتد وكيدرمينستر هاريرز وماكليسفيلد تاون ونادي هارتلبول يونايتد ونادي هاروجيت تاون ونادي يورك سيتي.

## وصلات خارجية
- جو أيرون سايد على موقع قاعدة بيانات كرة القدم.إي يو (الإنجليزية)
- جو أيرون سايد على موقع Soccerbase.com (لاعب) (الإنجليزية)
- جو أيرون سايد على موقع Soccerway.com (الإنجليزية)